# Майорщина (Лубенский район)
Майорщина (укр. Майорщина) — село, Гребёнковская городская община, Лубенский район, Полтавская область, Украина.
Код КОАТУУ — 5320882501. Население по переписи 2001 года составляло 886 человек.
Село указано на специальной карте Западной части России Шуберта 1826-1840 годов.

## Географическое положение
Село Майорщина находится на правом берегу реки Слепород, недалеко от её истоков, ниже по течению примыкает село Тарасовка, на противоположном берегу — село Слепород-Ивановка. Река местами пересыхает, на ней несколько запруд.

## Происхождение названия
На территории Украины 3 населённых пункта с названием Майорщина.

## Экономика
- Молочно-товарная ферма.
- ООО «Прогресс».

## Объекты социальной сферы
- Детский оздоровительный лагерь «Свитанок».
- Школа.

## Галерея

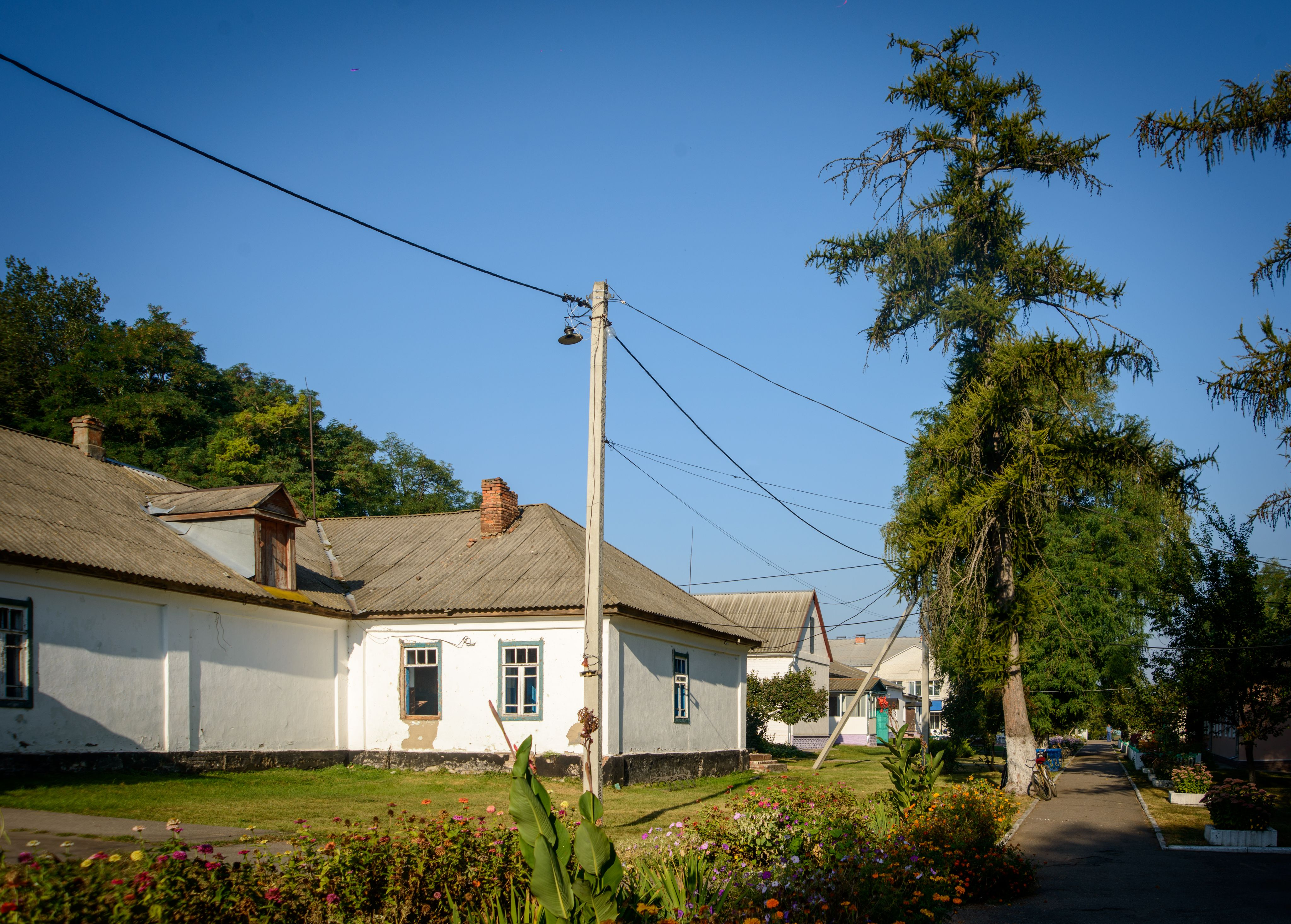
На улице села
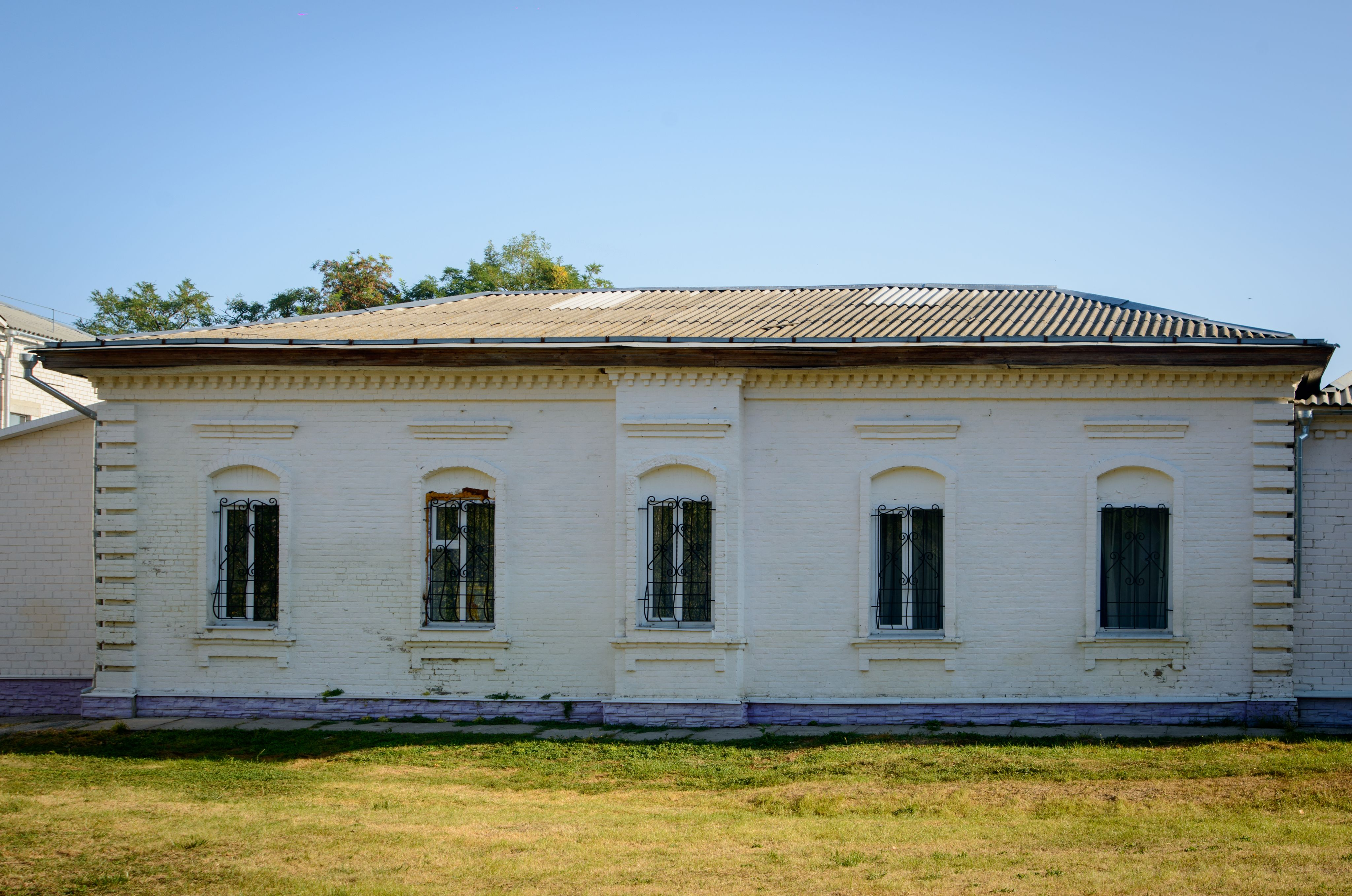
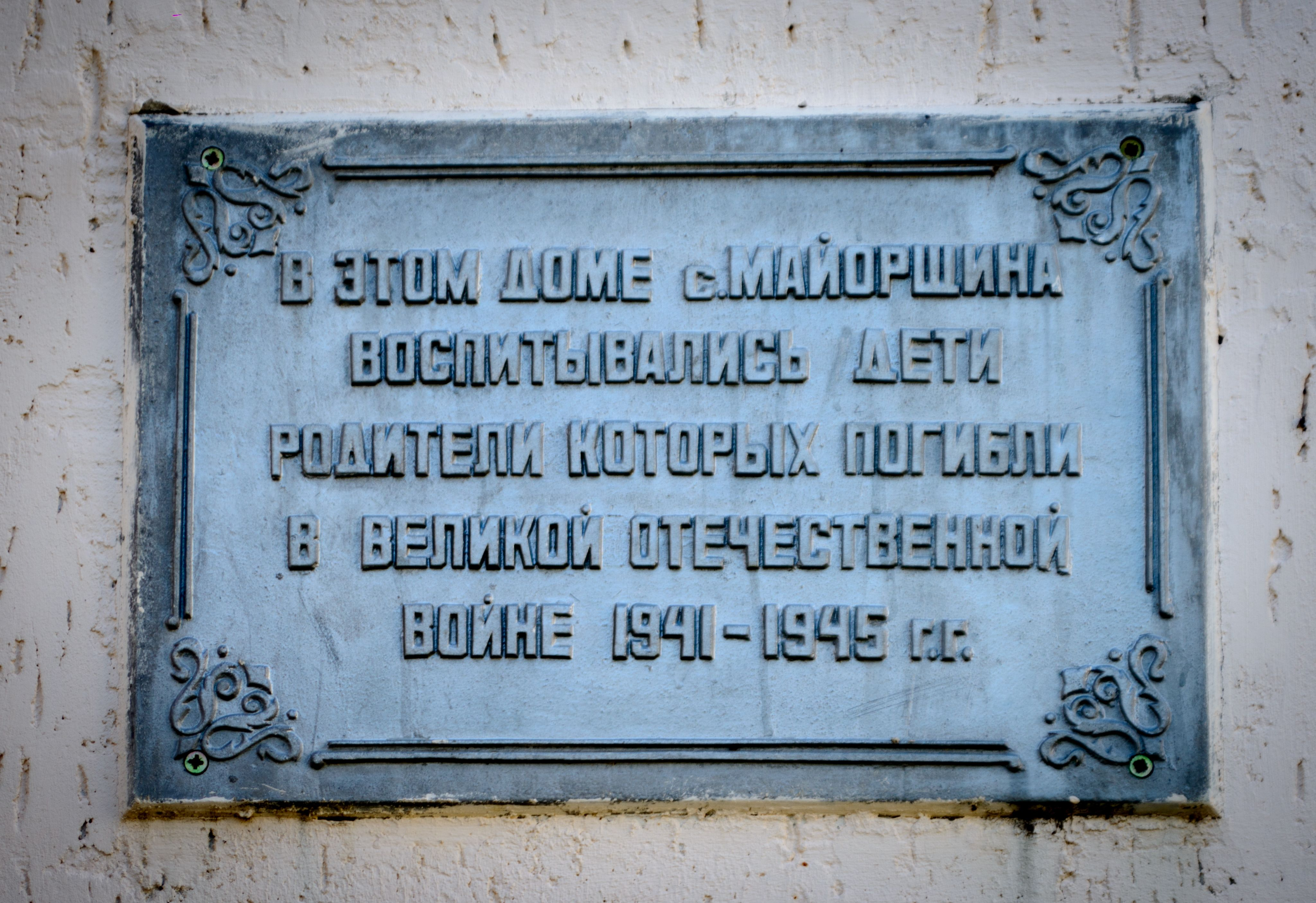
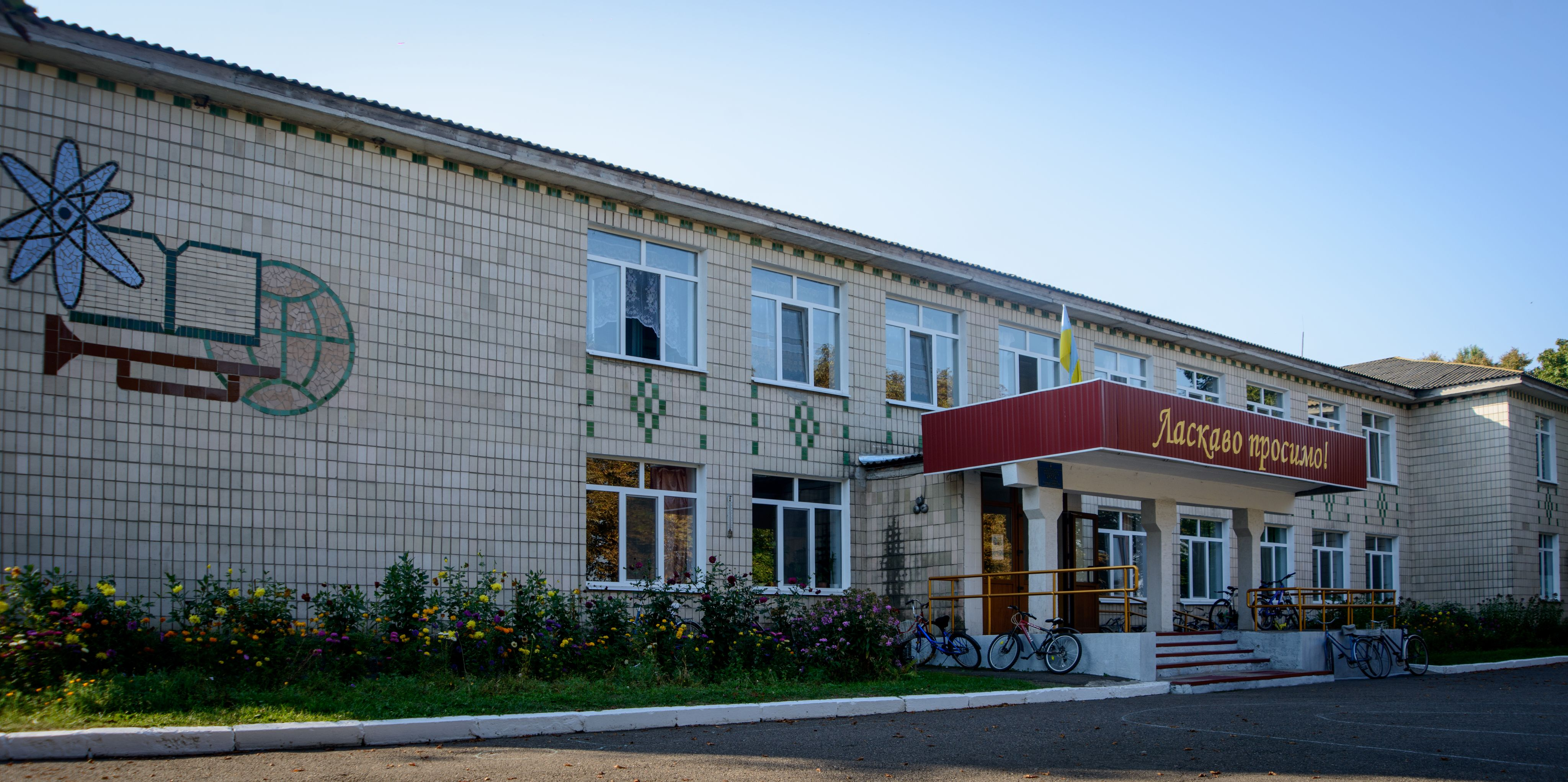
Школа
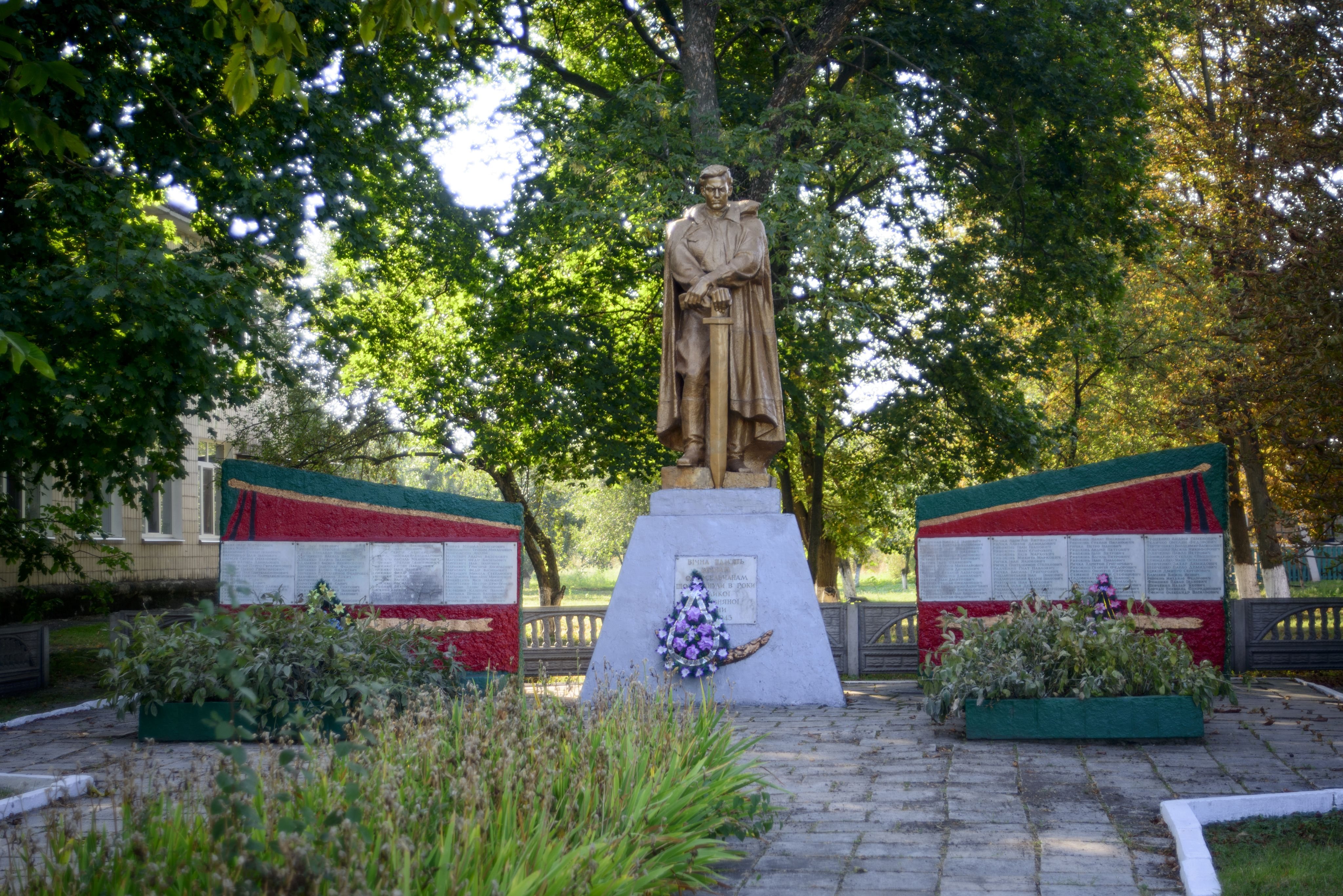
Памятник односельчанам, погибшим в ВОВ
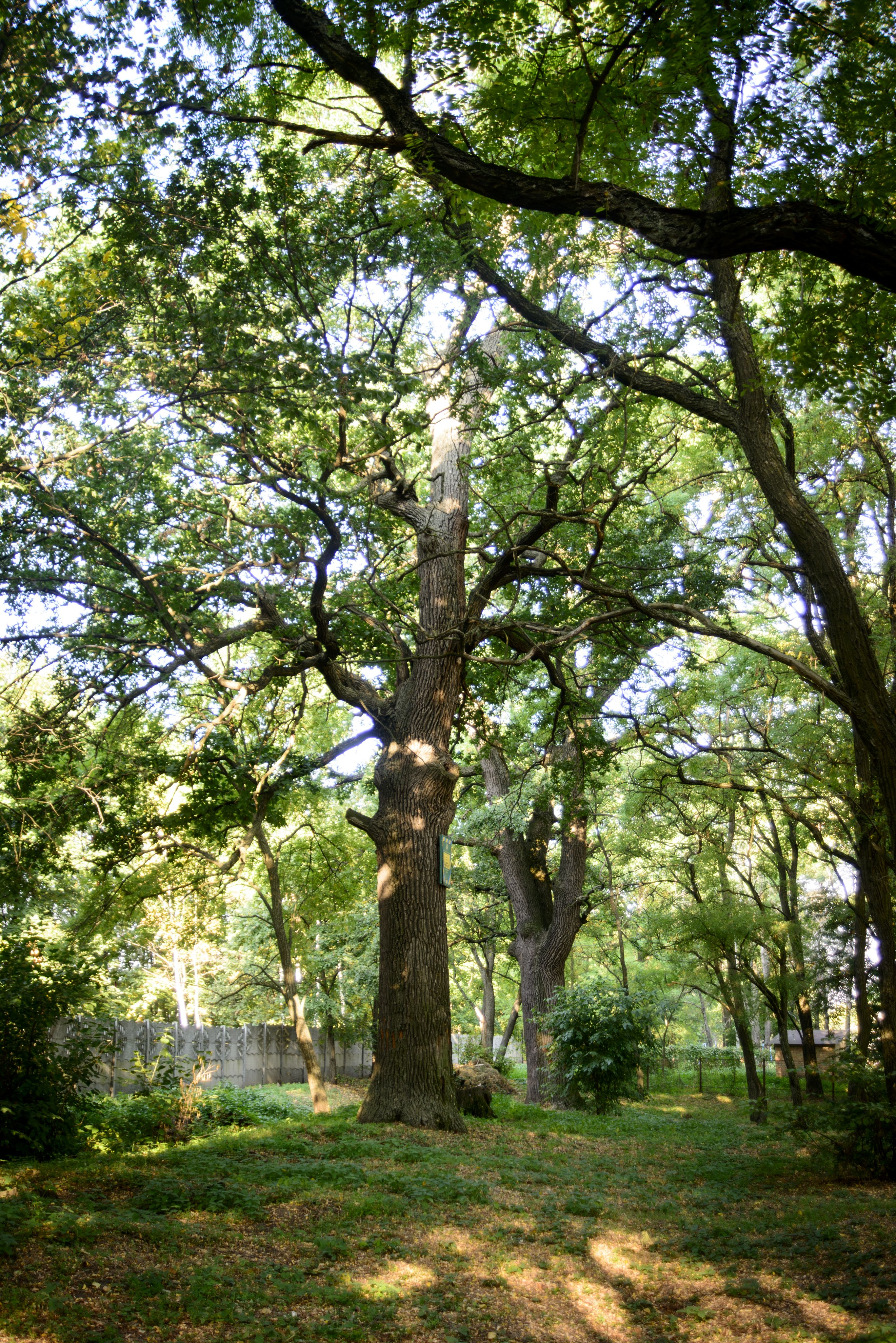
Черешчатые дубы — памятник природы